# Still Standing (album)
Still Standing är det femte studioalbumet av den amerikanska R&B-sångerskan Monica, släppt den 19 mars 2010 via RCA och J Records. Skivan var Monicas tredje studioalbum hos J efter att hon förnyat sitt kontrakt med dem i oktober 2007. Albumet spelades in mellan 2007 och 2010 och dess produktion följdes av reality-serien Monica: The Single och dess uppföljare Monica: Still Standing som hade TV-premiär i oktober 2009.
Albumet debuterade som tvåa på USA:s albumlista Billboard 200, med 184 000 sålda kopior under första veckan. Kritiker bemötte skivan med positiv kritik och hyllade Still Standings sound som "återkomsten till Samtida R&B och 90-talsmusiken". Skivan certifierades med guld-status av RIAA för mer än 500 000 sålda exemplar. 
Två singlar med framgångar på USA:s Billboard-listor har släppts från albumet. Förstasingeln "Everything to Me" släpptes i februari 2010 och klättrade till en 44:e plats på USA:s Billboard Hot 100 och en förstaplats på R&B-listan Billboard Hot R&B/Hip-Hop Songs. Singeln blev Monicas första listetta på över sju år. Andra singeln, balladen "Love All Over Me" släpptes i maj och har sedan dess klättrat till en andraplats på Billboards R&B-lista.  

## Innehållsförteckning
| Nr  | Titel                               | Producenter                       | Längd |
| --- | ----------------------------------- | --------------------------------- | ----- |
| 1.  | Still Standing (featuring Ludacris) | Bryan-Michael Cox                 | 4:18  |
| 2.  | One In a Lifetime                   | Los Da Mystro                     | 4:31  |
| 3.  | Stay or Go                          | Bei Maejor, Ne-Yo                 | 3:40  |
| 4.  | Everything to Me                    | Missy Elliott                     | 3:17  |
| 5.  | If You Were My Man                  | Missy Elliott, Lamb               | 3:26  |
| 6.  | Mirror                              | Jim Jonsin                        | 4:17  |
| 7.  | Here I Am                           | Polow da Don                      | 3:43  |
| 8.  | Superman                            | Bryan-Michael Cox, WyldCard       | 4:32  |
| 9.  | Love All Over Me                    | Jermaine Dupri, Bryan-Michael Cox | 3:50  |
| 10. | Believing In Me                     | StarGate, Andre Lindal            | 4:00  |

| 11. | Blackberry | Missy Elliott | 4:36 |

| 11. | Lesson Learned | Bryan-Michael Cox, WyldCard | 4:48 |

| 11. | All I Know | Bryan-Michael Cox | 4:56 |

## Listor
| Lista (2010)                     | Topp position |
| -------------------------------- | ------------- |
| Kanadas albumlista               | 191           |
| Storbritanniens R&B Albums Chart | 25            |
| Amerikanska Billboard 200        | 2             |
| Amerikanska R&B/Hip-Hop Albums   | 1             |

| Land | Datum         | Certifikat  |
| ---- | ------------- | ----------- |
| USA  | 21 april 2010 | Guld (RIAA) |